# December 2.
December 2. az év 336. (szökőévben 337.) napja a Gergely-naptár szerint. Az évből még 29 nap van hátra.
Névnapok: Melinda, Vivien + Anelma, Aranka, Aura, Aurél, Aurélia, Bibiána, Dénes, Dienes, Gyenes, Szilvánusz, Viviána, Vivianna

## Események
- 1291 – Pozsony városa kiváltságokat (többek között árumegállító jogot) kap III. András királytól.
- 1409 – Megnyílik a Lipcsei Egyetem.
- 1469 – Lorenzo de’ Medici és Giuliano de’ Medici lesznek Firenze városának uralkodói.
- 1648 – Oliver Cromwell serege bevonul Londonba.
- 1789 – Jan Dekert varsói polgármester vezetésével a 141 királyi város küldötteiből álló fekete menet petíciót visz II. Szaniszló Ágost lengyel királynak annak érdekében, hogy a nagy szejm rendezze a polgárság jogi helyzetét.
- 1804 – Bonaparte Napóleont a franciák császárává koronázzák I. Napóleon néven.[1] Vele együtt megkoronázzák Jozefina császárnét is.
- 1805 – I. Napóleon francia császár az austerlitzi csatában legyőzi az oroszokat és osztrákokat.[1]
- 1823 – James Monroe amerikai elnök a kongresszushoz intézett üzenetében kifejti a ma „Monroe-elvnek” nevezett politikai doktrínát, melynek lényege, hogy az amerikai földrészeken az Egyesült Államok saját biztonságára veszélyesnek tekint minden európai hatalmi beavatkozást.
- 1848 – Lemond I. Ferdinánd osztrák császár (V. Ferdinánd néven magyar király). Trónra lép I. Ferenc József császár, cseh király. (Magyar királlyá csak 1867-ben koronázzák, a kiegyezés után).
- 1849 – I. Ferenc József császár és király megalapítja a Ferenc József-rendet, az alapítás dátuma azonban visszamenőleges: 1848. december 2., a trónfoglalás napja.
- 1851 – Charles Louis Napoléon Bonaparte francia elnök puccsa.[1]
- 1852 – Charles Louis Napoléon Bonapartét a franciák császárává koronázzák, III. Napóleon néven.[1]
- 1859 – Felakasztják John Brown abolicionista vezért, a Harper’s Ferry-i felkelés vezetőjét.
- 1907 – Megalakul az Angol Profi Futball Szövetség (English Professional Football Player's Association)
- 1915 – Albert Einstein közzéteszi a relativitáselméletet.
- 1915 – Befejeződik a IV. isonzói csata
- 1917 – Befejeződik az I. piavei csata.
- 1933 – A lakihegyi adótorony hivatalos átadása.
- 1942 – Manhattan terv keretében a Chicagói Egyetem laborjában végezték a világ első irányított nukleáris láncreakcióját.
- 1944 – Szegeden megalakul a Magyar Nemzeti Függetlenségi Front.
- 1956 – Fidel Castro, Che Guevara és harcostársai megérkeznek a Granma fedélzetén Kuba partjaihoz, partra szállnak Kuba Oriente tartományában, és megkezdik harcukat az uralkodó Fulgencio Batista ellen.
- 1961 – Fidel Castro bejelenti, hogy Kuba a kommunista utat fogja követni.
- 1971 – Megalakul az Egyesült Arab Emírségek.
- 1971 – Leszáll a Marsra a Marsz–3 szovjet űrszonda. Ez volt az első landolás a bolygó felszínén.
- 1975 – A Laoszi Királyság helyett kikiáltják a Laoszi Népköztársaságot.
- 1980 – Amerikában megalakul a  Gates of the Arctic Nemzeti Park, a Glacier Bay Nemzeti Park, a Katmai Nemzeti Park, a Kenai Fjords Nemzeti Park, a Kobuk Valley Nemzeti Park, a Lake Clark Nemzeti Park, és a Wrangell-Saint Elias Nemzeti Park.
- 1982 – Beültetik az első mesterséges szívet; Barney Clark, a páciens még 112 napig él.
- 1989 – Megkezdődik Mihail Gorbacsov és id. George Bush csúcstalálkozója Máltán.
- 1990
  - Helmut Kohl győz az újraegyesített Németország első választásán.
  - Akijama Tojohiro tévériporter első japán emberként lép az űrbe, és hét napot tölt a Mir űrállomáson.
- 1991 – Megjelenik a QuickTime első verziója.
- 1993 – A NASA útjára indítja az Endeavour űrrepülőgépet, hogy kijavítsa a Hubble űrtávcső hibáját.
- 1994 – Váltóállítási hiba következtében a Nyíregyházáról Budapest-Nyugati pályaudvarra tartó gyorsvonat Szajol vasútállomáson kisiklik, és 110 km/óra sebességgel belerohan az állomás épületébe. A balesetben 31-en életüket vesztik, 54 személy megsérül.

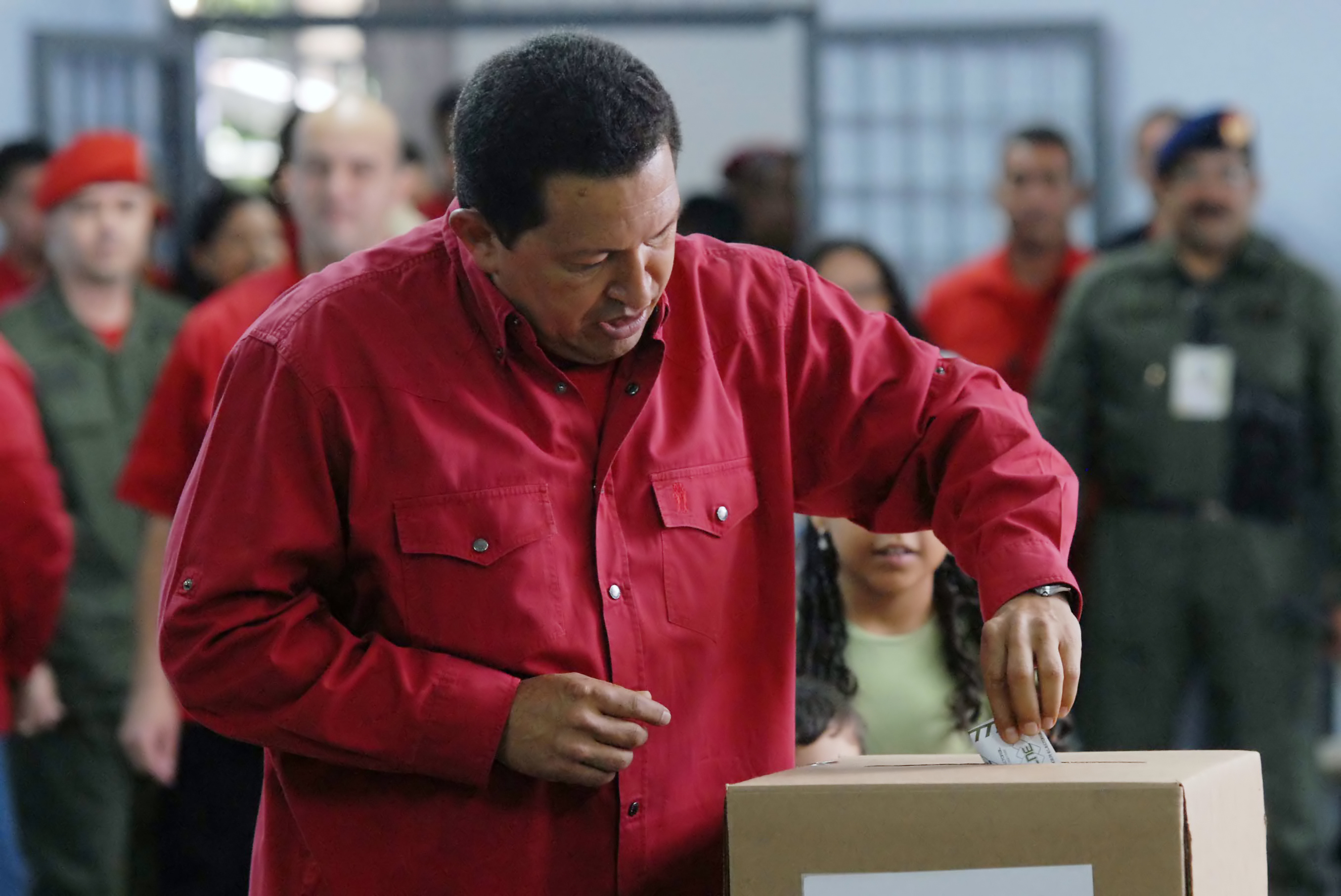
Hugo Chávez elnök szavazata leadásakor (2007)

- 1995 – Elindítják az amerikai SOHO napkutató műholdat.
- 1999 – David Trimble vezetésével megalakul a belfasti kormány, így 27 év után megszűnik London közvetlen irányítása Észak-Írország fölött.
- 2001 – Csődbe megy a houstoni székhelyű energetikai óriás cég, az Enron. A csődeljárást követően szigorú törvényeket hoznak az elektronikus levelezés megbízhatóságának biztosítására (Sarbanes–Oxley törvény).
- 2004 – Lettországban Aigars Kalvītis veszi át a kormány irányítását.
- 2007 – Az oroszországi parlamenti választásokon Vlagyimir Putyin orosz elnök pártja, az Egységes Oroszország nyer.
- 2007 – A szavazók 51%-a elutasítja az alkotmánymódosítást Venezuelában, amellyel Hugo Chávez baloldali elnök korlátlan újraválaszthatóságát szerette volna elérni.

## Születések
- 1761 – Nicolas-Louis Robert francia feltaláló, az első síkszitás papírgyártó gép létrehozója († 1828)
- 1762 – Festetics Imre magyar főúr, genetikus († 1847)
- 1769 – Schallhas Károly Fülöp magyar festő, grafikus († 1797)
- 1796 – Beöthy Ödön Bihar vármegye főispánja († 1854)
- 1790 – Kállay Ferenc művelődés- és nyelvtörténész, jogász, az MTA tagja († 1861)
- 1817 – Georg Daniel Teutsch erdélyi szász történész, evangélikus püspök († 1893)
- 1817 – Bangya János (Mehemed bej) magyar honvédalezredes († 1868)
- 1838 – Beniczky Emil magyar költő († 1864)
- 1839 – Grünwald Béla magyar politikus, történetíró († 1891)
- 1859 – Georges Seurat francia festőművész († 1891)
- 1868 – Francis Jammes francia költő († 1938)
- 1873 – Nyilasy Sándor magyar festőművész († 1934)
- 1874 – Kiss Lajos magyar római katolikus pap, apátkanonok, kormányfőtanácsos, felsőházi tag († 1944)
- 1885 – George Richards Minot Nobel-díjas amerikai fizikus († 1950)
- 1891 – Otto Dix német festőművész († 1969)
- 1899 – Sir John Barbirolli brit karmester, csellista († 1970)
- 1906 – Goldmark Péter Károly magyar mérnök, fizikus, az amerikai Columbia Records mérnöke († 1977)
- 1909 – Garay György Liszt Ferenc-díjas hegedűművész († 1988)
- 1912 – Kántás Károly Kossuth-díjas geofizikus, az MTA tagja, a tellurikus módszer bevezetője a magyarországi geofizikai nyersanyagkutatásba († 1991)
- 1914 – Ray Walston (er. Herman Walston) amerikai filmszínész († 2001)
- 1923 – Maria Callas opera-énekesnő (Maria Anna Cecilia Sofia Kalogeropulos) († 1977)
- 1923 – Nádassy Anna magyar színésznő († 2000)
- 1925 – Julie Harris amerikai színésznő († 2013)
- 1928 – Guy Bourdin francia fotográfus, divat- és reklámfotós († 1991)
- 1930 – Jack Rounds amerikai autóversenyző († 1998)
- 1930 – Eck Imre Kossuth- és Liszt Ferenc-díjas magyar táncos, koreográfus, érdemes- és kiváló művész, a Pécsi Balett alapítója, a Pécsi Nemzeti Színház örökös tagja († 1999)
- 1931 – Garay Attila  magyar dzsessz-zongorista, zeneszerző, énekes († 2013)
- 1933 – Komjáthy György a Magyar Rádió zenei szerkesztője
- 1934 – Györe Imre magyar költő, drámaíró, publicista († 2009)
- 1935 – Turi-Kovács Béla magyar ügyvéd, politikus, miniszter († 2023)
- 1935 – Nicolae Labiș román költő († 1956)
- 1937 – Chris Bristow (Christopher Bristow) brit autóversenyző († 1960)
- 1937 – Gyulai Líviusz a Nemzet Művésze címmel kitüntetett, Kossuth-díjas magyar grafikusművész († 2021)
- 1944 – Ibrahim Rugova albán politikus, Koszovó elnöke († 2006)
- 1944 – Sallai Virág Aase-díjas magyar bábművész, színésznő
- 1946 – Giovanni „Gianni” Versace olasz divattervező († 1997)
- 1947 – Samu Géza szobrász, képzőművész († 1990)
- 1948 – Gazda István tudománytörténész, a történelemtudomány kandidátusa, a Magyar Tudománytörténeti Intézet igazgatója
- 1952 – Rupnik Károly magyar színész
- 1958 – Tóth Tamás magyar színész
- 1959 – Pál Attila magyar színész
- 1960 – Herendi Gábor Balázs Béla-díjas magyar filmrendező, producer, forgatókönyvíró
- 1963 – Bor Zoltán magyar színész
- 1968 – Lucy Liu kínai származású amerikai színésznő
- 1972 – Kálmánchelyi Zoltán magyar színész, rendező
- 1973 – Szeles Mónika újvidéki származású amerikai teniszező
- 1973 – Jan Ullrich német kerékpárversenyző
- 1977 – Vizy Márton zeneszerző, dalszerző, énekes
- 1978 – Nelly Furtado kanadai énekesnő, dalszövegíró
- 1980 – Damir Burić horvát vízilabdázó
- 1981 – Britney Spears amerikai énekesnő
- 1983 – Aaron Rodgers amerikai amerikaifutball-játékos
- 1984 – Máté Péter magyar válogatott labdarúgó, jelenleg a DVSC játékosa
- 1984 – Kiss Ramóna magyar színésznő
- 1985 – Amaury Leveaux francia úszó
- 1986 – Lábodi Ádám magyar színész
- 1987 – Molnár Tamás magyar énekes, az Anti Fitness Club énekese
- 1987 – Isaac Promise nigériai labdarúgó († 2019)
- 1987 – Teairra Marí amerikai énekesnő
- 1989 – Matteo Darmian olasz labdarúgó
- 1997 – Afra Saraçoğlu török színésznő

## Halálozások
- 1469 – Piero de’ Medici, Firenze ura (* 1416)
- 1515 – Gonzalo Fernández de Córdoba spanyol nemes, hadvezér (* 1453)
- 1547 – Hernán Cortés spanyol konkvisztádor, felfedező, hódító (* 1485)
- 1594 – Gerardus Mercator németalföldi térképész, földrajztudós, az első modern térkép megalkotója (* 1512)
- 1743 – Berzeviczy Sándor jezsuita rendi tanár (* 1674)
- 1858 – Baumholtzer Menyhért katolikus pap (* 1795)
- 1859 – John Brown amerikai abolicionista, felakasztották (* 1800)
- 1886 – Ipolyi Arnold művészettörténész, püspök, a rendszeres műemlékvédelem magyarországi megalapítója (* 1823)
- 1888 – Lenhossék József orvos, anatómus, antropológus, az MTA tagja (* 1818)
- 1918 – Edmond Rostand francia költő, drámaíró (* 1868)
- 1929 – Bátor Szidor zenetanár, zeneszerző (* 1860)
- 1931
  - Bálint Nagy István magyar fül-orr-gégeorvos, orvostörténész (* 1893)
  - Vincent d’Indy francia zeneszerző, karmester és számos muzsikust útjára indító tanár (* 1851)
- 1944 – Filippo Tommaso Marinetti olasz avantgardista író, a futurizmus megalapítója (* 1876)
- 1960 – Bartha Albert magyar katonatiszt, politikus, miniszter (* 1877)
- 1962 – Bíró Vencel  magyar történész, piarista szerzetes (* 1885)
- 1963 – Sabu indiai születésű amerikai színész (* 1924)
- 1966 – Luitzen Egbertus Jan Brouwer holland matematikus és filozófus, a matematikai intuicionizmus megalapítója, a 20. századi matematikafilozófia meghatározó alakja (* 1881).
- 1969 – Kliment Jefremovics Vorosilov szovjet katonatiszt, marsall (* 1881)
- 1971 – Serflek Gyula magyar mezőgazdász, politikus (* 1911)
- 1982 – Marty Feldman angol író, komikus (* 1934)
- 1987 – Jakov Zeldovics szovjet fizikus, csillagász fontos szerepet játszott a szovjet nukleáris- és termonukleáris fegyver kifejlesztésében (* 1914)
- 1990 – Aaron Copland amerikai zeneszerző (* 1900)
- 1991 − Kalocsay Miklós színművész (* 1950)
- 1993 – Pablo Escobar kolumbiai drogbáró  (* 1949)
- 1998 – Vörös Sári magyar nótaénekes, dalénekes (* 1910)
- 2001 – Bruce Halford brit autóversenyző (* 1931)
- 2002 – Marx György magyar fizikus, az MTA tagja (* 1927)
- 2004 – Újhelyi Olga magyar színésznő (* 1954)
- 2006 – Veres Mariska magyar származású holland énekesnő, dalszövegíró, a Shocking Blue énekese (* 1947)
- 2013 – Bächer Iván magyar író, újságíró, publicista (* 1957)
- 2015 – Juhász Ferenc kétszeres Kossuth-díjas költő, szerkesztő, a nemzet művésze (* 1928)
- 2020 – Valéry Giscard d’Estaing francia politikus, Franciaország elnöke (1974-1981) (* 1926)

## Nemzeti ünnepek, emléknapok, világnapok
→Sablonvita:Ünnepek/12-02:
- a rabszolgaság megszüntetésének világnapja[2]
- Egyesült Arab Emírségek nemzeti ünnepe[3]
- Laosz: Nemzeti ünnep
- Szent Lúciusz püspök és Szent Szilvánusz emléknapja a katolikus egyházban[4]